# Jochanan Ben Zakkai
Yochanan ben Zakkai (I secolo a.C. – Jabneh, I secolo) è stato un rabbino ebreo antico, una delle principali figure del periodo che seguì la distruzione del Secondo Tempio (I secolo d.C.).
Yochanan Ben Zakkai, che era discepolo di Hillel, era favorevole a che Gerusalemme assediata si arrendesse ai Romani, ma gli Zeloti non erano d'accordo. Perciò egli fu portato fuori dalla città dai suoi seguaci, chiuso in una bara, fingendosi morto, e portato davanti al comandante romano Vespasiano. Yochanan chiese che l'accademia rabbinica di Javneh venisse risparmiata dai Romani quando essi avessero sconfitto la rivolta ebraica. Fu qui che, quando il Tempio cadde in rovina, lui e i suoi colleghi ricostruirono il giudaismo insegnando che le buone azioni avevano sostituito il potere espiatorio dei sacrifici rituali.
Il nome ebraico Yochanan ben Zakkai, traslitterato in italiano, è Giovanni figlio di Zaccheo. Il significato del nome Giovanni è "grazia di Yahweh" , mentre Zaccheo, in aramaico antico, significa il "giusto", il corrispondente dell'ebraico "zaddik" o "tzaddik" . Zaccheo è un diminutivo di Zaccaria (Zekarya in ebraico). Il nome Yochanan è una contrazione di Jehochanan o Jehohanan. Yochanan talvolta si ritrova anche traslitterato in Yohanan o Ioanan .
Secondo il Talmud, Yochanan ben Zakkai visse 120 anni, dal 40 a.C., fino all'80 d.C. La sua vita sarebbe suddivisa in tre improbabili periodi di 40 anni ciascuno, tra i quali solo nell'ultimo periodo avrebbe predicato.
Sempre secondo il Talmud, Yochanan aveva 6 discepoli (principali): Hanina Ben Dosa (Anania figlio di Dosa), Eliezer ben Hyrcanus (Lazzaro figlio di Ircano), Joshua ben Hananiah (Giosuè figlio di Anania), Yosi (Iose, diminutivo di Giuseppe, Yosef in ebraico), Shiméon ben Nathanel (Simeone figlio di Nataniele/Natanaele) ed Eleazar ben Arakh (Eleazaro/Eleazzaro/Lazzaro figlio di Arakh).
Il primo fra questi discepoli, Hanina ben Dosa, curò il figlio di Yochanan. Comunque il figlio del rabbino ("rabbì" in ebraico) Yochanan ben Zakkai morì prima del padre ("abbà" in aramaico antico, vedi il Nuovo Testamento, il termine con cui Gesù il Cristo si riferisce al Dio degli Ebrei).
Sono state avanzate diverse ipotesi circa l'identità di Yochanan e dei suoi discepoli. Zakkai, il padre di Yochanan, è stato identificato con Zaccheo il pubblicano neotestamentario di Gerico .
Molte altre teorie sono state avanzate, anche se le prove a sostegno di queste sono scarse o inesistenti: per esempio Zakkai è stato identificato con Zaccaria, padre del Battista. Lo stesso Yochanan è stato identificato con Jehochanan me-Gush Halav (Giovanni di Giscala), con Giovanni Battista e con l'apostolo Giovanni Evangelista.
Queste tre identificazioni devono essere errate per i seguenti motivi: Giovanni di Giscala combatté con i rivoluzionari ebrei durante la Prima guerra giudaica , mentre Yochanan ben Zakkai si oppose ad essa. Giovanni Battista nacque nell'8 a.C. () e morì sotto Tiberio (principe/imperatore dal 14 d.C. al 37 d.C.), mentre Yochanan nacque, almeno secondo il Talmud, nel 40 a.C. e morì nell'80 d.C. Inoltre, Giovanni Evangelista morì intorno al 100 d.C. e scrisse il suo libro delle rivelazioni (), dopo l'80 d.C., data in cui morì Jehochanan ben Zakkai.